# Tunel bazowy Brenner
Tunel bazowy Brenner (niem. Brennerbasistunnel, wł. Galleria di base del Brennero) – będący w budowie tunel kolejowy o długości 55 kilometrów, położony w Alpach Wschodnich, który połączy Austrię z Włochami. Po ukończeniu będzie drugim nadłuższym tunelem świata po Tunelu bazowym Świętego Gotarda. Trasa tunelu rozpoczyna się niedaleko Innsbrucku w Austrii, przebiega pod Przełęczą Brenner, od której bierze on swoją nazwę i kończy się w Franzensfeste we Włoszech.